# Rak Panyarachun

Rak Panyarachun

Rak Panyarachun (thailändisch รักษ์ ปันยารชุน; * 3. Juni 1914 in Bangkok; † 21. Januar 2007) war ein thailändischer Politiker.

## Werdegang
Rak war das achte unter zwölf Kindern von Phraya Prichanusat (Sern Panyarachun) und Khunying Prichanusat (Pruek Chotikasathien). Sein Vater war hoher Beamter in der königlichen Regierung, Rektor des Vajiravudh-Internats und später Herausgeber mehrerer Zeitungen. Raks jüngerer Bruder, Anand Panyarachun war 1991 und 1992 Ministerpräsident Thailands.
Rak besuchte das Vajiravudh-Internat in Bangkok und promovierte 1938 an der Universität Lille zum Doktor der Rechte. Von 1938 bis 1942 arbeitete er im Büro des Wehrdisziplinaranwalts. Von 1940 bis 1945 war er Generalsekretär der Civil Air Defense League, dann Sekretär des Verteidigungsministers. Von 1954 bis 1957 war er Berater im Ministerium für Genossenschaften und von 1955 bis 1957 stellvertretender Außenminister in der Regierung von Plaek Phibunsongkhram.
Von 1976 bis 1986 war er der erste Präsident des thailändischen Schachverbandes.

## Ehrungen
- 1955: Großkreuz des Verdienstordens der Bundesrepublik Deutschland
- 1995: Ehrenmitglied der FIDE